# 유모토정 (가나가와현)
유모토정(일본어: 湯本町)은 일본 가나가와현 아시가라시모군에 속했던 정이다. 현재의 하코네정 스운가와, 타노자와, 하타주쿠, 유모토, 유모토차야에 해당한다.

## 지리
가나가와현의 서쪽에 위치하며, 북쪽에는 하야카와강, 남쪽에는 스운강이 흐르고, 스운강을 따라 옛 도카이도가 있다. 시가지 및 온천가가 하코네유모토역 주변에 집중되어 있다.

## 역사
- 1889년 4월 1일 - 정촌제 시행에 의해 아시가라시모군 유모토촌이 성립하였다.
- 1927년 10월 1일 - 정으로 승격해 유모토정이 되었다.
- 1956년 9월 30일 - 온센촌, 미야기노촌, 센고쿠하라촌과 신설합병해, 새로운 하코네정이 성립하여, 동일 유모토정은 폐지되었다.

## 교통

### 철도
- 하코네 등산 철도

### 도로
- 일반국도 1호선
- 구 도카이도 - 현재의 가나가와현도 제732호선 유모토 모토하코네선

## 참고 문헌
- 角川日本地名大辞典編纂委員会,『角川日本地名大辞典 神奈川県』1984, 角川書店